# Los hombres de Brettheim

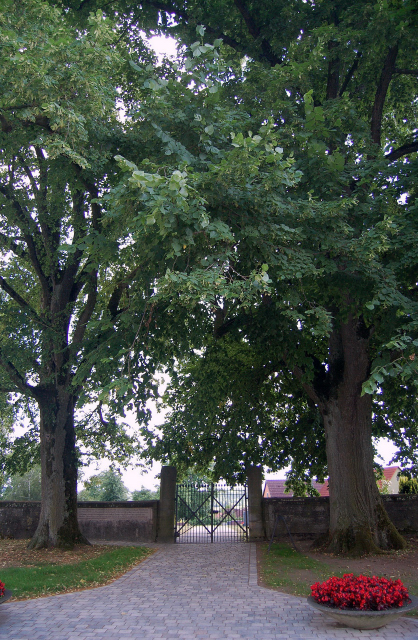
Los tilos a la entrada del cementerio, donde los hombres de Brettheim fueron ahorcados

Los hombres de Brettheim fueron tres ciudadanos del pueblo de Brettheim, cerca de Rot am See, en el norte de Wurtemberg, que fueron ahorcados en 1945 al final de la Segunda Guerra Mundial por desarmar a algunos jóvenes de las Juventudes Hitlerianas (HJ). Un pequeño museo rememorando los hechos se encuentra en el ayuntamiento de Brettheim.

## Los acontecimientos

### Brettheim al final de la II Guerra Mundial
En la mañana del 7 de abril de 1945 se escucharon los tanques estadounidenses en la aldea de Brettheim, mientras se trasladaban desde Rot am See, a seis kilómetros de Brettheim, a Crailsheim. Los aldeanos esperaban rendirse pronto para evitar que la aldea fuera destruida. La debilitada Wehrmacht ya no podía defender el área y había retirado a todos los soldados. Sin embargo, las SS pidieron a la población que erigiera barreras antitanques y defendieran la aldea. Con este fin, cuatro jóvenes de las Juventudes Hitlerianas fueron enviados a Brettheim armados con bazucas, granadas de mano y un rifle.

### Desarme de los jóvenes y los tribunales
Para evitar una resistencia inútil, algunos residentes, incluyendo el granjero Friedrich Hanselmann, desarmaron a los jóvenes, arrojaron sus armas a un estanque y enviaron a los jóvenes de 15 años de vuelta a casa. Los jóvenes informaron del incidente a sus superiores en las HJ y esa misma noche los aldeanos varones fueron convocados al ayuntamiento para ser interrogados. Durante el interrogatorio, realizado por SS-Sturmbannführer Gottschalk, con amenazas e insultos, Hanselmann se entregó para proteger el pueblo.
Gottschalk condenó a muerte a Friedrich Hanselmann en un consejo de guerra poco después por socavar la moral del ejército. El alcalde, Leonhard Gackstatter, y el maestro y líder del grupo local del NSDAP, Leonhard Wolfmeyer, que habían sido nombrados testigos, se negaron a firmar la orden de ejecución. En consecuencia, Hanselmann fue juzgado de nuevo dos días después, el 9 de abril, en Rothenburg. Como en la condena anterior, Hanselmann se negó a nombrar a otros participantes o a revelar su paradero, por lo que su sentencia de muerte fue leída sin más discusiones y firmada por los testigos, esta vez miembros de la Wehrmacht.
Al día siguiente, el 10 de abril, el alcalde Gackstatter y el maestro Wolfmeyer, también fueron condenados a muerte en el castillo de Schillingsfürst por socavar la moral militar, ya que habían apoyado a Hanselmann. Cuando Wolfmeyer suplicó por su vida, el general de las SS Max Simon, que estaba presente en función de juez, se enojó y ordenó la ejecución de la pena de muerte en la horca.

### Ejecución de las penas de muerte
Ese mismo día, el 10 de abril de 1945, se colocó una viga sobre las ramas de los tilos en la entrada del cementerio de Brettheim con el propósito de hacer una horca.
Los aldeanos no tenían ni idea, no habían sido informados de las condenas. Los tres hombres estaban colgados del cuello con carteles que decían: «Soy el traidor Hanselmann», y para Gackstatter y Wolfmeyer: «Protegí al traidor». No se permitió que los cuerpos fueran retirados. Si se violaba esta orden, se debían colgar a otros diez hombres. No fue hasta la cuarta noche cuando se permitió descolgar los cuerpos y enterrarlos en secreto y sin nombre.

## Destrucción del pueblo
El 17 de abril Brettheim fue capturada. Los estadounidenses habían pedido a la población que se rindiera, pero nadie se atrevió a izar la bandera blanca. Las SS habían declarado a Brettheim como la «piedra angular de la defensa alemana» y habían disparado contra los tanques estadounidenses. Esto provocó la destrucción de Brettheim por bombas incendiarias y de fragmentación. 17 personas murieron y el 85 por ciento de las casas quedaron destruidas.

## Revisión judicial del proceso
La revisión judicial del asesinato de los hombres de Brettheim comenzó en 1948 y se prolongó durante doce años hasta 1960. En este contexto, el término habitual «revisión judicial» tiende a encubrir los hechos reales: el poder judicial, que seguía lleno de juristas nazis, suspendió repetidamente los procedimientos y, en última instancia, absolvió a los acusados, lo que horrorizó al público y a los medios de comunicación. Especialmente fueron criticados los jueces del tribunal regional de Ansbach, presidido por Andreas Schmidt, que se había afiliado al NSDAP en 1927.
Hubo un total de tres procesos penales en los tribunales regionales de Ansbach y Nürnberg-Fürth, porque el Tribunal Federal de Justicia anuló las sentencias de los dos primeros juicios. Los acusados Max Simon y Ernst Otto fueron absueltos en los tres procesos judiciales penales, en los tres casos por falta de pruebas. El acusado Friedrich Gottschalk también fue absuelto en dos casos por falta de pruebas. En el caso del asesinato de Friedrich Hanselmann, Friedrich Gottschalk fue condenado a tres años y medio de prisión por homicidio involuntario con circunstancias atenuantes. Se pudo demostrar que en el consejo de guerra a Friedrich Hanselmann, la sentencia se dictó sobre la base de un acuerdo tomado antes del juicio. El tribunal calificó esto como «perversión deliberada de la justicia en una farsa judicial».
Las víctimas del asesinato y sus familias no recibieron justicia, incluso después de los hechos. Al contrario: en el primer juicio, jueces y abogados defensores incluso insultaron y humillaron a los familiares de las víctimas y a los ciudadanos de Brettheim.

### Desarrollo preliminar
| fecha                  | institución                     | proceso |
| ---------------------- | ------------------------------- | --- |
| Verano de 1948         | Fiscalía de Ansbach             | Inicio de la investigación |
| 15 de mayo de 1951     | Tribunal de distrito de Ansbach | Denegación de apertura del procedimiento principal                                                                                        |
| 7 de diciembre de 1951 | Tribunal Supremo de Baviera     | Instrucciones para la realización del procedimiento principal                                                                             |
| 5 de marzo de 1954     | Tribunal de distrito de Ansbach | Apertura del procedimiento principal. Se retrasó por la enfermedad de Max Simon durante más de un año y la espera de una ley de amnistía. |
| 15 de octubre de 1954  | Tribunal de distrito de Ansbach | Finalización del procedimiento principal                                                                                                  |
| 4 de mayo de 1955      | Tribunal Supremo de Baviera     | Derogación de la decisión de sobreseimiento                                                                                               |

### Procedimientos judiciales
| fecha                  | tribunal                                | proceso                                                                                |
| ---------------------- | --------------------------------------- | -------------------------------------------------------------------------------------- |
| 19 de octubre de 1955  | Tribunal del distrito de Ansbach        | Absolución por falta de pruebas                                                        |
| 7 de diciembre de 1956 | Tribunal Federal de Justicia            | Anulación de la sentencia de Ansbach, remisión al tribunal de jurado de Nürnberg-Fürth |
| 23 de abril de 1958    | Tribunal de Distrito de Nuremberg-Fürth | Absolución por falta de pruebas                                                        |
| 30 de junio de 1959    | Tribunal Federal de Justicia            | Anulación de la sentencia de Nuremberg, remisión al tribunal de jurados de Ansbach     |
| 23 de julio de 1960    | Tribunal de distrito de Ansbach         | Absolución por falta de pruebas                                                        |

### Resolución
La revisión de la fiscalía de la última sentencia del tribunal regional de Ansbach fue rechazada por el Tribunal Federal de Justicia a finales de 1960. Max Simon murió poco después, el 1 de febrero de 1961.

## Monumento conmemorativo

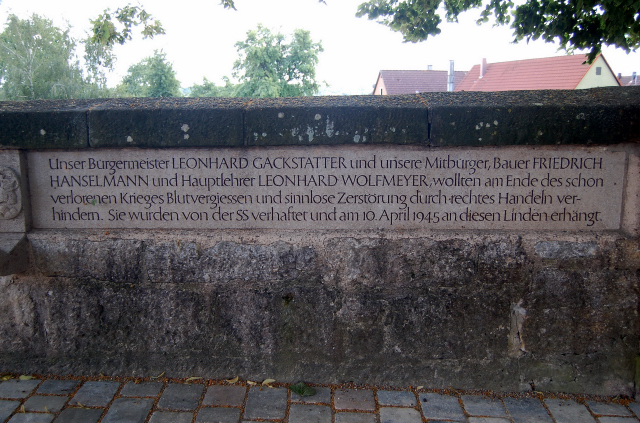
Inscripción conmemorativa en la entrada del cementerio

El 8 de mayo de 1992 se inauguró un pequeño museo conmemorativo, Die Männer von Brettheim, en recuerdo a los hechos. Fue creado sobre la base de una iniciativa del Centro estatal de educación política de Baden-Württemberg, así como del compromiso del exalcalde de Brettheim, Friedrich Braun, y de una asociación de apoyo. Basada en el destino de los tres ahorcados, ilustra los acontecimientos de los últimos días de la guerra. Las citas originales de varios participantes se anotan en pilares negros y se describen los eventos; algunos de los objetos originales brindan información sobre este período. En una segunda sala de exposiciones se ofrece información sobre la educación nacionalsocialista de los jóvenes.

## Día de recuerdo
Cada 10 de abril, a la hora de la muerte de los ahorcados, se lleva a cabo una ceremonia conmemorativa bajo los tilos en la entrada del cementerio.